# Basilique de Brauron
La basilique de Brauron (grec moderne : βασιλική της Βραυρώνας) est un ancien édifice chrétien situé à Brauron, dans la périphérie de l'Attique, en Grèce.

## Emplacement
L'édifice est situé à proximité du temple antique dédié à Artémis, dans le site archéologique de Brauron.

## Histoire et description
Construite vers le milieu du Ve siècle, cette basilique paléochrétienne de grande taille est composée de trois nefs avec deux narthex,, ainsi que de bâtiments adjacents, dont un baptistère de forme circulaire. Il est suggéré que sa construction a lieu alors que le temple avoisinant, dédié à Artémis, est toujours en activité, afin de remplacer progressivement ce dernier. De l'édifice, il ne subsiste aujourd'hui que quelques éléments architecturaux décoratifs, ainsi que ses fondations, conservées en assez bon état, principalement en raison de l'abandon des lieux au cours du siècle suivant.